# Virginia Slims of Oklahoma 1989
Il Virginia Slims of Oklahoma 1989 è stato un torneo di tennis giocato sul cemento indoor. 
È stata la 4ª edizione del torneo, che fa parte della categoria Tier V nell'ambito del WTA Tour 1989. 
Si è giocato al The Greens Country Club di Oklahoma City negli USA, dal 27 febbraio al 5 marzo 1989.

## Campionesse

### Singolare
Manon Bollegraf ha battuto in finale  Leila Meskhi con il punteggio di 6–4, 6–4

### Doppio
Lori McNeil /  Betsy Nagelsen hanno battuto in finale  Elise Burgin /  Elizabeth Smylie per Walkover